# Фелегара (Ређо Емилија)
Фелегара (итал. Fellegara) је насеље у Италији у округу Ређо Емилија, региону Емилија-Ромања.
Према процени из 2011. у насељу је живело 1017 становника. Насеље се налази на надморској висини од 83 м.